# Акірецький сільський округ
Акіре́цький сільський округ (каз. Ақирек ауылдық округі, рос. Акирекский сельский округ) — адміністративна одиниця у складі Аральського району Кизилординської області Казахстану. Адміністративний центр та єдиний населений пункт — село Акбай.
Населення — 809 осіб (2021; 817 у 2009, 778 у 1999, 548 у 1989).
Станом на 1989 рік існувала Сайгундинська сільська рада (села Акбай, Аккулак, Аралконир, Коктем, Кумбазар). Пізніше село Акбай утворило окремий Акірецький сільський округ.